# 루베링-라포포트 경로
루베링-라포포트 경로(영어: Luebering–Rapoport pathway)는 생화학에서 2,3-비스포스포글리세르산(2,3-BPG)의 형성을 포함하는 성숙한 적혈구에서의 대사 경로로, 헤모글로빈으로부터 산소의 방출과 조직 세포로의 산소의 전달을 조절한다. 루베링-라포포트 션트(영어: Luebering–Rapoport shunt)라고도 한다. 루베링-라포포트 경로의 반응 생성물인 2,3-비스포스포글리세르산(2,3-BPG)는 1925년에 오스트리아의 생화학자인 사무엘 미자 라포포트(Samuel Mitja Rapoport)와 그의 기술 조수인 제인 루베링(Jane Luebering)에 의해 처음으로 기술되고 분리되었다.
|  |

루베링-라포포트 경로에서 비스포스포글리세르산 뮤테이스는 1,3-비스포스포글리세르산(1,3-BPG)의 1번 탄소(C1)에서 2번 탄소(C2)로의 포스포릴기의 전이를 촉매하여 2,3-비스포스포글리세르산(2,3-BPG)을 생성한다. 적혈구에서 가장 농도가 높은 유기인산인 2,3-비스포스포글리세르산은 2,3-비스포스포글리세르산 인산가수분해효소의 작용에 의해 3-포스포글리세르산(3PG)으로 전환된다. 2,3-비스포스포글리세르산(2,3-BPG)의 농도는 비스포스포글리세르산 뮤테이스의 촉매 작용을 억제하기 때문에 pH에 비례하여 변한다.

## 같이 보기
- 2,3-비스포스포글리세르산 (2,3-BPG)
- 비스포스포글리세르산 뮤테이스
- 2,3-비스포스포글리세르산 인산가수분해효소